# Niccolò de Certaldo
Niccolò de Certaldo (Prato, vers 1250 – Avinyó, 1 d'abril de 1321) fou frare dominic des del 1266, bisbe de Spoleto el 1299, legat del papa a França i Anglaterra el 1299, vicari de Roma el 1300, cardenal el 1303, cardenal degà el 1303, legat apostòlic a Toscana, Romanya i Marca de Treviso, administrador de les diòcesis de Ravenna, Ferrara, Venècia i Àquila. Va coronar l'Emperador Enric VII a Roma el 29 de juny de 1312.